# Vitalis Karnell
Karl Vitalis Karnell, född 27 november 1862 i Kråksmåla socken i Kalmar län, död 21 februari 1921 i Haparanda, var en svensk präst och folkskoleinspektör.
Vitalis Karnell var son till rusthållaren Carl Conrad Nilsson och kom att växa upp i Vickleby på Öland, där fadern blev kronobåtsman. Föräldrarna avled tidigt men genom stöd från sin bror tobaksfabrikören Henrik Karnell fick Vitalis möjlighet att studera. Han avlade mogenhetsexamen vid Kalmar högre allmänna läroverk 1882 och började därefter studera vid Uppsala universitet, avlade en teologisk-filosofisk examen 1887, teoretisk-teologisk examen 1898 och därefter prästexamen 1899 varpå han prästvigdes samma år. Under präststudierna hade Karnell även börjat studera finska och fick från 1898 verka som praktiserande lärare i Karl Gustavs församling i Tornedalen och blev med tillträde 1900 kapellpredikant och folkskollärare i Muonionalusta församling. 1902–1915 var han kyrkoherde i Karesuando socken och 1901–1914 folkskoleinspektör i Gällivare, Jukkasjärvi och Karesuando pastorat. Karnell var från 1904 ledamot av Norrbottens läns landsting, från 1906 av renbeteskommissionen och från 1908 av kommittén för ordnande av nomadundervisning. Sedan Karnell sett sig förbigången som tjänsten som kyrkoherde i Kiruna valde han att lämna tjänsten som församlingspräst och anställdes 1915 som folkskoleinspektör över Norrbottens östra inspektionsområde (från 1920 med namnet Tornedalens inspektionsområde). 1916–1919 arbetade han som nomadskoleinspektör med ansvarsområde från Härjedalen till Karesuando.